# Laura Lippman
Laura Lippman (31 de enero de 1959) es una periodista estadounidense y autora de novelas de ficción detectivesca.

## Trayectoria
Lippman nació en Atlanta, Georgia, y se crio en Columbia, Maryland. Es hija de Theo Lippman, Jr., escritor del Baltimore Sun, y de Madeline Mabry Lippman, bibliotecaria del Sistema de Escuelas Públicas de la Ciudad de Baltimore. Su abuelo paterno era judío y el resto de su ascendencia es escocesa-irlandesa.
Estudio secundaria en Columbia, Maryland, donde fue capitana del equipo It´s Academic del instituto Wilde Lake. También participó en varias producciones teatrales, como Finian's Rainbow, The Lark y Barefoot in the Park. Se graduó en el instituto Wilde Lake en 1977.
Lippman fue reportera de los desaparecidos periódicos San Antonio Light yThe Baltimore Sun. Es conocida por su serie de novelas ambientadas en Baltimore y protagonizadas por Tess Monaghan, una reportera convertida en detective privado. Las obras de Lippman han ganado los premios Agatha, Anthony, Edgar, Nero, Gumshoe y Shamus. What the Dead Know (2007), fue el primero de sus libros en figurar en la lista de los más vendidos del New York Times y fue preseleccionado para el Premio Dagger de la Asociación de Escritores de Crimen. Además de las novelas de Tess Monaghan, su novela Every Secret Thing fue adaptada al cine en 2014 con Diane Lane como protagonista. Otra novela suya, Lady in the Lake, se adaptó a una serie limitada para Apple.
Lippman reside en el vecindario de Federal Hill en el sur de Baltimore y suele escribir en la cafetería Spoons de este barrio. Además de escribir, da clases en el  Goucher College en Towson, Maryland, a las afueras de Baltimore. En enero de 2007, impartió clases en la tercera edición anual de Writers in Paradise en el Eckerd College. En marzo de 2013, fue la invitada de honor en Left Coast Crime.
Estuvo casada con David Simon, antiguo reportero del Baltimore Sun, creador y productor ejecutivo de la serie de HBO The Wire. En el octavo episodio de la primera temporada de The Wire el personaje Bunk aparece leyendo su libro In a Strange City. Lippman también aparece en una escena del primer episodio de la última temporada de The Wire como un reportera que trabaja en la redacción de Baltimore Sun. 
Lippman y Simon tienen una hija llamada Georgia Ray Simon, que nació en 2010.

## Obras

### Serie Tess Monaghan
- Baltimore Blues (1997).ISBN 0380788756
- Charm City (1997).ISBN 0380788764
- Butcher Hill (1998).ISBN 0380798468
- In Big Trouble  (1999).ISBN 0380798476
- The Sugar House (2000).ISBN 0380978172
- In a Strange City (2001).ISBN 0380978180
- The Last Place (2002).ISBN 0380978199
- By a Spider's Thread (2004).ISBN 0060506695
- No Good Deeds (2006).ISBN 978-0060570729
- Another Thing to Fall (2008).ISBN 978-0061128875
- The Girl in the Green Raincoat (2011).ISBN 978-0061938368
- Hush, Hush (2015).ISBN 978-0062083425

### Cuentos cortos
- "Orphans' Court" (1999). Cuento en First Cases: Volume 3, editado por Robert J. Randisi).
- "Ropa Vieja" (2001). Cuento en Murderers Row, editado por Otto Penzler).
- "The Shoeshine Man's Regrets" (2004). Cuento corto en Murder and All That Jazz, editado por Robert J. Randisi).

### Novelas
- Every Secret Thing(2004).ISBN 0060506679
- To the Power of Three (2005).ISBN 0060506725
- What the Dead Know (2007).ISBN 978-0061128851 (Little Sister en el Reino Unido)
- Life Sentences (2009). ISBN 978-0061128899
- I'd Know You Anywhere (2010).ISBN 978-0061706554
- The Most Dangerous Thing (2011).ISBN 978-0061706516
- And When She Was Good (2012).ISBN 978-0061706875
- Después de que me haya ido (2014).ISBN 978-0062083395
- Wilde Lake (2016).ISBN 978-0062083456
- Sunburn (2018).ISBN 978-0062389923
- Lady in the Lake (2019).ISBN 978-0062390011
- Dream Girl: A Novel (2021).ISBN 978-0063204652

### Colecciones de cuentos
- Baltimore Noir (2006).ISBN 978-1888451962 (editor y contribuyó con una historia)
- Apenas la conocía: Historias (2008).ISBN 978-0061584992
- Trabajo de Temporada: Historias (2022).ISBN 978-0063000032